# 凱奧凱阿 (夏威夷州夏威夷縣)
凱奧凱阿（意指「白頭浪之聲」或「白沙」）是位於美國夏威夷州夏威夷縣的一個非建制地區。

## 地理
凱奧凱阿的座標為19°25′10″N 155°52′58″W / 19.41944°N 155.88278°W，而該地的平均海拔高度為290米（即951英尺）。